# Damur
Damur (arabsky الدامور, angl. Damour) je libanonské město s převážně křesťanským obyvatelstvem ležící 12 kilometrů na jih od Bejrútu.
Známým se Damur stal 9. ledna 1976, kdy v něm bylo během libanonské občanské války zmasakrováno asi 582 civilistů, kteří se po obklíčení města nemohli dostat do bezpečí. Vina na tomto masakru je připisována příslušníků OOP. Tento incident se později stal známým pod názvem Damurský masakr. Po dobytí města palestinskými ozbrojenci se samotný Damur stal opevněnou základnou OOP a v průběhu První libanonské války se stal cílem bombardování ze strany izraelského letectva.
V současné době se křesťanské obyvatelstvo vrací zpět.